# Associazione Sportiva Biellese 1976-1977
Questa voce raccoglie le informazioni riguardanti l'Associazione Sportiva Biellese nelle competizioni ufficiali della stagione 1976-1977.

## Rosa
| N. |                   | Ruolo | Calciatore             |
| -- | ----------------- | ----- | ---------------------- |
|    | Italia (bandiera) | P     | Andrea Accorsi         |
|    | Italia (bandiera) | A     | Silvino Bercellino     |
|    | Italia (bandiera) | P     | Sergio Caligaris       |
|    | Italia (bandiera) | C     | Antonio Capon          |
|    | Italia (bandiera) | D     | Stefano Capozucca      |
|    | Italia (bandiera) |       | Cavallari              |
|    | Italia (bandiera) | D     | Ermanno Clemente       |
|    | Italia (bandiera) | C     | Franco Conforto        |
|    | Italia (bandiera) | C     | Gianfranco Delle Donne |
|    | Italia (bandiera) | D     | Natalino Fossati       |
|    | Italia (bandiera) | D     | Enzo Francisetti       |

| N. |                   | Ruolo | Calciatore           |
| -- | ----------------- | ----- | -------------------- |
|    | Italia (bandiera) | A     | Giovanni Fumagalli   |
|    | Italia (bandiera) |       | A. Giuliano          |
|    | Italia (bandiera) | P     | Enzo Lauro           |
|    | Italia (bandiera) | C     | Gualtiero Mosca      |
|    | Italia (bandiera) | A     | Gianmaria Motta      |
|    | Italia (bandiera) | C     | Silvano Pellerei     |
|    | Italia (bandiera) | D     | Gian Paolo Romanello |
|    | Italia (bandiera) | A     | Giancarlo Schilirò   |
|    | Italia (bandiera) | D     | Dino Valerio         |
|    | Italia (bandiera) | C     | Gaetano Vanin        |
|    | Italia (bandiera) | D     | Giuseppe Zandonà     |